# Jezioro Arklickie
Jezioro Arklickie (niem. Arklitter See) – jezioro w Polsce położone w województwie warmińsko-mazurskim, w powiecie kętrzyńskim, w gminie Barciany.

## Charakterystyka
Jezioro znajduje się w dorzeczu Ometu, który jest dopływem Łyny.
Ma powierzchnię 58,2 ha, a jego głębokość wynosi 2 m. Jezioro ma kształt wydłużony z południa na północ, brzegi zarośnięte szuwarami, z głębokimi osadami mułu. Jezioro ma długość ok. 1,3 km, a największą szerokość ok. 0,8 km. 
Na północnym brzegu jeziora położona jest wieś Mołtajny, a na zachodnim brzegu znajduje się dawny park pałacu w Arklitach. Przy brzegu tym znajduje się sztucznie usypany półwysep, który jest przedłużeniem parku.
Na jeziorze znajduje się niewielka wyspa. Wyspa służyła jako cmentarz dla osiedla na palach, które było tu we wczesnej epoce żelaza.
Miejsce dostępne do kąpieli znajduje się na wschodnim brzegu jeziora, w południowej jego części, obok wsi Markuzy.